# Площадь Каррузель

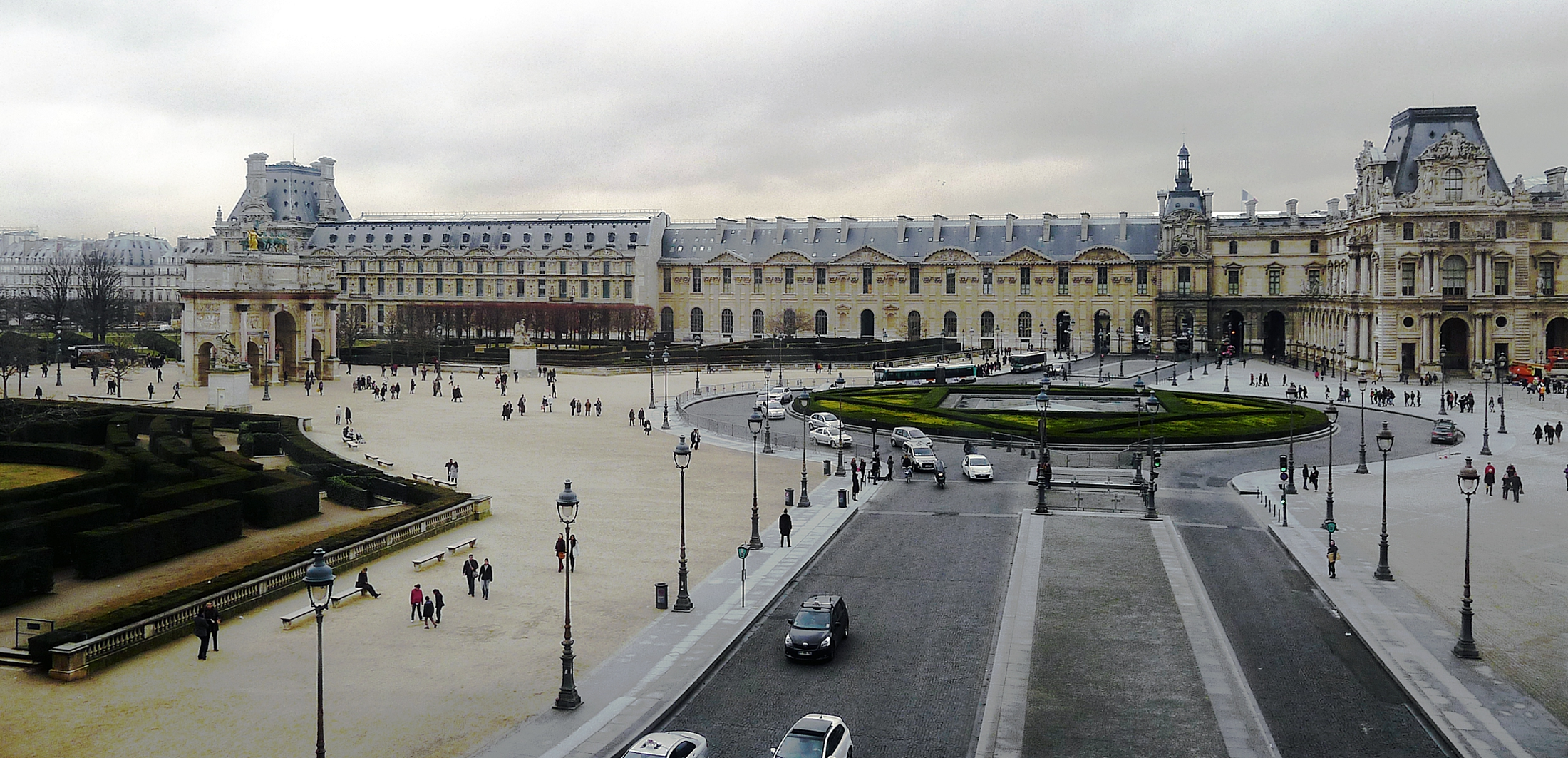
Вид на площадь Каррузель c южного крыла Лувра. Слева знаменитая арка

Площадь Каррузель (также площадь Карусель, фр. Place du Carrousel) — городская площадь в Первом округе Парижа, расположенная между Лувром и садом Тюильри.

## История
Площадь Каррузель была так названа в 1662 году, когда она использовалась Людовиком XIV в связи с рождением его сына для демонстрационных военных конных выездок (каррузелей). Позднее, во времена правления Наполеона I и Наполеона III, старые здания снесли, а площадь была расширена.
До 1871 года часть современной площади занимал дворец Тюильри, строительство которого было начато в 1564 году по инициативе Екатерины Медичи.
На время строительства загородного Версаля Людовик XIV избрал Тюильри местом пребывания своего двора. C 1716 по 1722 годы во дворце проживал малолетний Людовик XV. В 1806—1808 годах перед дворцом Тюильри по приказу Наполеона для увековечивания его побед была сооружена триумфальная арка. 23 мая 1871 года дворец был сожжён парижскими коммунарами. Восстанавливать его не стали и это место перешло в общественное достояние, расширив площадь Каррузель.